# Electronic Frontier Foundation
Electronic Frontier Foundation (EFF) és una organització internacional sense ànim de lucre de promoció i organització legal dels drets digitals, amb seu als Estats Units. La seva principal missió és:
- «Participar en activitats educatives i de suport que augmentin la comprensió popular de les oportunitats i reptes plantejats per l'evolució en computació i telecomunicacions.
- Desenvolupar entre els responsables per políticas una millor comprensió de les qüestions subjacents de les telecomunicacions lliures i oberts, i el suport a la creació d'enfocaments jurídics i estructurals que faciliten l'assimilació de les noves tecnologies en la societat.
- Augmentar la consciència pública sobre qüestions de les llibertats civils derivades del ràpid avanç en l'àrea de nous mitjans de comunicació basades en ordinadors.
- Suport en litigis d'interès públic per a preservar, protegir i ampliar drets de la Primera Esmena en l'àmbit de la informàtica i la tecnologia de les telecomunicacions.
- Fomentar i donar suport al desenvolupament de noves eines que doten als usuaris no tècnics amb accés complet i fàcil d'equips de telecomunicació basats en els ordinadors.»

EFF és recolzada per donacions i té la seu a San Francisco, Califòrnia, amb els funcionaris a Washington DC. Ells són observadors acreditats al World Intellectual Property Organization i un dels participants de la Global Network Initiative.
EFF ha pres mesures en diverses formes. Proporciona fons de defensa legal en tribunals, defensa a individus i noves tecnologies dels efectes esgarrifoses del que considera amenaces legals sense fonament o incorrectes, treballa per exposar mala conducta del govern, proporciona orientacions per al govern i els tribunals, organitza l'acció política i enviaments massius de correu, dona suport a algunes tecnologies noves que creu preservar les llibertats personals, manté una base de dades i llocs web de notícies i informacions relacionats, monitora i desafia legislació potencial que considera que atempta contra les llibertats personals i fair use, i demana una llista del que considera abusos de patents amb intencions de derrotar a aquells que considera que no té fonament.